# Фистер, Эллисон
Эллисон Шарлин Фистер (англ. Allison Sharlene Feaster; в замужестве Стронг англ. Strong; род. 11 февраля 1976 года в Честере, Южная Каролина, США) — американская профессиональная баскетболистка, которая выступала в женской национальной баскетбольной ассоциации. Она была выбрана на драфте ВНБА 1998 года в первом раунде под общим пятым номером командой «Лос-Анджелес Спаркс». Играла на позиции лёгкого форварда.

## Ранние годы
Эллисон родилась 11 февраля 1976 года в городе Честер (штат Южная Каролина) в семье Уильяма и Сандры Фистер, там же она посещала одноимённую среднюю школу, в которой выступала за местную баскетбольную команду.